# Un extraño en la escalera
Pour plus de détails, voir Fiche technique et Distribution.
Un extraño en la escalera est un film mexicain réalisé par Tulio Demicheli, sorti en 1955.

## Synopsis
Un employé et une secrétaire mettent en place un plan pour tuer leur patron...

## Fiche technique
- Titre : Un extraño en la escalera
- Réalisation : Tulio Demicheli
- Scénario : Tulio Demicheli d'après la pièce de théâtre de Ladislas Fodor
- Musique : Antonio Díaz Conde
- Photographie : Jack Draper
- Montage : Rafael Ceballos
- Production : Gregorio Walerstein
- Société de production : Filmex
- Pays :  Mexique et  Cuba
- Genre : Drame
- Durée : 95 minutes
- Dates de sortie : 
  - Mexique : 4 mars 1955

## Distribution
- Arturo de Córdova : Alberto Nuñez
- Silvia Pinal : Laura
- José María Linares-Rivas : Francisco Gutiérrez
- Andrés Soler : Anciano

## Récompenses et distinctions
Le film a été présenté en sélection officielle en compétition au Festival de Cannes 1955.